# Picross DS

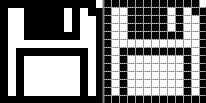
Mini-game example Picross DS (2007)

Picross DS, ou apenas Picross, é um jogo para o Nintendo DS que traz um inovador conceito baseado em jogos de Palavras Cruzadas, internacionalmente conhecidas como “word-cross”, e no puzzle Sudoku, no qual o objetivo é formar imagens descobrindo, por meio de números e coordenadas, a localização de seus pixels. Foi criado pela Nintendo em parceria com a Jupiter e pertence a linha Touch! Generations.

## Funcionamento
Primeiramente, o jogador deve-se escolher um quebra-cabeça a ser resolvido em vários níveis de dificuldade e também em diversos modos de jogo, após a seleção, em ambas as telas irão aparecer os campos onde, utilizando a stylus na tela inferior do DS (touch screen), deve-se tocar para pintar determinado quadrado de acordo com os números que são mostrados na área externa dele, então dessa forma, pintando todos os quadrados necessários para a resolução do quebra-cabeça, ao final ele mostra a imagem a qual foi designada ao estágio. Caso o jogador erre o local a ser pintado, ele é penalizado por um aumento de tempo, e também é indicado o erro, facilitando a vida do jogador, porém diminuindo seu tempo para concluir o quebra-cabeça que é ajustado para 1 hora, caso não consiga concluir dentro do tempo estipulado, não é mostrado a ilustração colorida.

## Modos de Jogo

### Picross
É o modo casual do jogo, o jogador seleciona entre três dificuldades(easy, normal e free) ou também o tutorial(How to Play).
- How to Play: Tutorial detalhado de como se começa a jogar.
- Easy: Modo mais simples, com quebra-cabeça simples e de soluções fáceis. Indicado somente para novatos por contem quebra cabeça de 5x5px até 10x10px.
- Normal: Um pouco mais difícil do que o modo easy, é dividido em 10 estágios, sendo que o primeiro estágio é de 10x10px e o último de tamanho 25x20px. Também outro que é indicado tanto para jogadores novatos quanto para os intermediários.
- Free: Apesar desse ser o único modo de jogo que não tem problemas referente a penalização, ele também não indica onde estão seus erros, o que se torna uma tarefa mais difícil, que é corrigir os erros que o jogador comete no inicio de cada partida, esse modo é indicado tanto para jogadores que já conhecem o jogo, quanto para os bem avançados.

Cada modo de jogo, por fim, apresenta três estilos de música, easy e normal dão a opção de selecionar entre Jazz, Reggae e Bossa Nova, enquanto o modo free permite Rock, House e Ambient.